# Vranić (Bośnia i Hercegowina)
Vranić (cyr. Вранић) – wieś w Bośni i Hercegowinie, w Republice Serbskiej, w gminie Kotor Varoš. W 2013 roku liczyła 84 mieszkańców.